# Omul cu gândacii
Omul cu gândacii (în engleză Bug) este un  film de groază thriller psihologic regizat de William Friedkin după un scenariu de Tracy Letts bazat pe o piesă de teatru omonimă (în original) din 1996 a lui Letts. În rolurile principale au interpretat Ashley Judd, Michael Shannon, Lynn Collins, Brían F. O'Byrne și Harry Connick Jr., Shannon repetând rolul pe care l-a avut la premiera piesei și pe care l-a interpretat în trei sezoane diferite între 1996 și 2005.

Filmul, în cea mai mare parte amplasat într-o singură cameră de motel din Oklahoma, urmărește o femeie (Judd) care se implică într-o relație cu un soldat recent eliberat (Shannon) care este convins că cei doi sunt urmăriți de guvernul SUA, care ar fi  infestat camera lor cu gândaci.
A fost premiera la Cannes în 2006, fiind produs de studiourile DMK Mediafonds International, Inferno Distribution LLC și  L.I.F.T. Productions și distribuit de Lionsgate. Coloana sonoră este compusă de Brian Tyler. Cheltuielile de producție s-au ridicat la 4 milioane de dolari americani și a avut încasări de 8,1 milioane de dolari americani.
Filmul a avut recenzii mixte cu pozitive din partea criticilor, care au lăudat intensitatea, regia, actoria și prezentarea paranoiei, dar au fost polarizați cu privire la scrierea sa, în special cu privire la final. Friedkin și Letts au colaborat din nou în mod similar la filmul din 2011, Joe, asasin în timpul liber.

## Rezumat
Filmul începe cu un cadavru aflat într-o cameră ciudată. Apoi este prezentată Agnes White, care este chelneriță la un bar de gay și care locuiește într-un motel degradat din Oklahoma rurală. Incapabilă să-și revină după dispariția fiului ei cu câțiva ani în urmă, consumă droguri și alcool cu prietena ei lesbiană, R.C. În ultimul timp, a primit mai multe apeluri telefonice tăcute despre care crede că sunt făcute de fostul ei soț abuziv, Jerry Goss, care a fost recent eliberat din închisoare.
Într-o noapte, R.C. i-l prezintă lui Agnes pe Peter Evans, un vagabond care îi spune că este un soldat recent lăsat la vatră. Agnes și Peter se apropie unul de celălalt din cauza singurătății și încep o relație după ce Jerry o vizitează pe Agnes. El o convinge că a fost subiectul testelor biologice efectuate de guvernul SUA în timp ce se afla în armată și spune că apelurile telefonice anonime pe care le-a primit au fost efectuate de agenți guvernamentali în așteptarea sosirii sale. După ce au relații sexuale, Peter îi spune lui Agnes că camera lor a fost infestată de insectele trimise acolo de guvern ca parte a experimentelor.
Mișcările și comportamentul lui Peter devin mai neregulate pe măsură ce luptă împotriva insectelor, invizibile pentru public, despre care susține că îi infestează corpul. Agnes are, curând, același comportament. R.C încearcă s-o convingă pe Agnes să-l părăsească pe Peter și menționează că un bărbat pe nume Dr. Sweet îl caută, dar este gonită de Agnes după ce Peter are o criză. De-a lungul timpului, ei se izolează de lumea exterioară, închizându-se în camera lor și acoperind-o cu benzi de prins muște și folie de aluminiu și folosind doar lămpi anti-insecte cu lumină albastră. Peter, crezând că o colonie de insecte microscopice i-a fost implantată într-unul dintre dinți, îl scoate din rădăcini. Folosind microscopul unui copil, el spune că vede insectele din rămășițele dintelui zdrobit, cu milioanele, la fel și Agnes.
Doctorul Sweet apare și îi spune lui Agnes că Peter a scăpat în timp ce se afla sub tratament la o instituție mentală și că iluziile legate de insecte sunt un simptom cunoscut al bolii mintale a lui Peter. Peter îl ucide pe Sweet, spunându-i lui Agnes că este doar un robot trimis de guvern. Împreună, Peter și Agnes elaborează convingerile lui Peter într-o conspirație, inclusiv că fiul lui Agnes a fost răpit de guvern pentru a-i face pe cei doi să se întâlnească și că fiecare dintre ei a fost infectat cu insecte care sunt menite să se împerecheze și să preia conducerea asupra lumii. Pentru a preveni acest lucru, Agnes și Peter toarnă benzină peste ei și își dau foc.
În scenele finale, în timpul genericului, publicul vede jucăriile din camera lui Agnes și Peter complet intacte, fără urme de folie de aluminiu și cadavrul doctorului Sweet de la început, în camera acoperită cu folie, dar nedeteriorată de foc. Astfel care este adevărata „realitatea” rămâne neclar.

## Distribuție
Rolurile principale au fost interpretate de actorii: 
- Ashley Judd - Agnes White
- Michael Shannon - Peter Evans
- Lynn Collins - R.C.
- Brían F. O'Byrne - Dr. Sweet
- Harry Connick, Jr. - Jerry Goss